# Плісичине
Плісичине (біл. вёска Плісычіно) — село в складі Березинського району Мінської області, Білорусь. Село підпорядковане Селібській сільській раді, розташоване в східній частині області.